# Marathon (Demos)
Marathon (altgriechisch Μαραθών) war ein attischer Demos der Phyle Aiantis. Zusammen mit Trikorythos, Probalinthos und Oinoe bildete er die attische Tetrapolis. Laut griechischer Mythologie wurde der Ort entweder nach Marathon, dem Sohn des Epopeus, oder nach dem Arkadier Marathon benannt.

## Lage
Nach Strabon lag Marathon zwischen Probalinthos und Trikorythos. Pomponius Mela lokalisiert es südlich von Aulis. Pausanias berichtet, dass es von Marathon nach Rhamnous 60 Stadien, also etwa 11 km, waren. Bei Marathon gab es einen sumpfigen See, der bei dem Schinias Olympic Rowing and Canoeing Centre verortet wird. Aus diesem See floss ein Fluss, der bald ins Meer mündete. Bei diesem Fluss handelt es sich vermutlich um den Charadros. Die Lage der antiken Stadt konnte bisher noch nicht geklärt werden. Sie wird südlich oder südwestlich der heutigen Stadt Marathon vermutet. Die prähistorische Stadt vermutet man an dem Ort Plasi. Die historische Stadt hat man bei Vrana in der Nähe des Museums von Marathon gesucht. Dies konnte bisher jedoch nicht mit Funden belegt werden. Auch die Lage des von Herodot erwähnten Heraklesheiligtums, welches auch zur Lokalisierung der Schlacht bei Marathon von höchstem Interesse wäre, ist bisher unbekannt. Man vermutete es in der Nähe der Kirchenruine Agios Theodoros etwa 800 m südwestlich des Grabhügels der Athener.

## Überlieferung
Nach einer Variante des Mythos soll Deukalion nach der Deukalischen Flut hier an Land gestiegen sein. Später soll Marathon, nachdem er vor seinem Vater Epopeus geflohen war, hier gesiedelt haben. Xuthos, der Krëusa, die Tochter des Erechtheus, geheiratet hatte, gründete die Tetrapolis.
Als siebente Arbeit musste Herakles den Kretischen Stier zu Eurystheus bringen. Der von Eurystheus freigelassenen Stier zog durch Sparta, Arkadien über den Isthmus von Korinth, durch Attika nach Marathon und hinterließ überall Verwüstung. Deshalb fing ihn Theseus, der König von Attika, ein und opferte ihn auf der Akropolis der Athene oder dem delphischen Apollon. Nach dem Tode des Herakles sollen seine Söhne vor Eurystheus nach Marathon geflohen sein. Eurystheus forderte von Theseus ihre Übergabe. Als dieser sich weigerte, zog er mit einem Heer, unter dem sich auch der Arkadier Marathon befand, heran. Ein Orakelspruch verkündete, dass man nur gegen die Angreifer bestehen könne, wenn sich ein Nachkomme des Herakles freiwillig opfern würde. Makaria, die Tochter des Herakles und der Deïaneira, ging freiwillig in den Tod und so errang man den Sieg und Iolaos enthauptete Eurystheus. Im Andenken an die Geschehnisse soll eine Quelle bei Trikorythos nach Makaria benannt worden sein. Es wurde auch überliefert, dass die Stadt nach dem Arkadier Marathon benannt wurde, da dieser heldenhaft kämpfte.
Nach dem Tod des Eurystheus verheerten die Herakleiden ein Jahr lang die Peloponnes. Als sie ihn erobert hatten, wütete jedoch die Pest. Ein Orakel offenbarte, dass man die Peloponnes zu früh in Besitz nehmen wollte und man die „dritte Frucht“ abwarten müsse, und so siedelte man in Marathon. Die Einwohner rühmten sich, die ersten zu sein, die Herakles als Gott verehrten. Peirithoos raubte in Marathon Rinder. Als Theseus dies erfuhr, nahm er die Verfolgung auf. Als er ihn schließlich stellte und ihn angreifen wollte, waren beide von der Erscheinung ihres Gegenübers so beeindruckt, dass man stattdessen Freundschaft schloss.
Zusammen mit Steiria gründete Marathon Städte auf der gegenüberliegenden Insel Euböa. 546/545 v. Chr. landete der verbannte Peisistratos von Eretria kommend hier und eroberte ganz Attika und errichtete eine Tyrannis. 490 v. Chr. landeten hier die Perser, um Athen zu verheeren. Vermutlich hatte Hippias, der Sohn des Peisistratos, der als Berater der Perser fungierte, in Erinnerung an die Erfolge seines Vaters zu diesem Ort geraten. Die Athener besiegten jedoch die anlandenden Perser in der Schlacht bei Marathon. In Anerkennung an ihre Tapferkeit errichtete man vor Ort den gefallenen Athenern, Plataiern und freigelassenen Sklaven jeweils einen Grabtumulus. Auch die gefallenen Perser wurden begraben. Ihnen wurde jedoch kein Tumulus errichtet. Im Jahre 101 wurde Herodes Atticus in Marathon geboren. Er errichtete südlich der Stadt ein Heiligtum der ägyptischen Götter.

## Söhne und Töchter der Stadt
- Kephisodoros von Marathon, Reiterführer der Athener in der Zweiten Schlacht von Mantineia[21]
- Herodes Atticus